# Enulius
Enulius is een geslacht van slangen uit de familie toornslangachtigen (Colubridae) en de onderfamilie Dipsadinae.

## Naam en indeling
De wetenschappelijke naam van de groep werd voor het eerst voorgesteld door Edward Drinker Cope in 1870. Er zijn vier soorten, inclusief de pas in 1999 wetenschappelijk beschreven soorten Enulius bifoveatus en Enulius roatanensis. Enuliophis sclateri werd ook lange tijd tot deze groep gerekend, maar werd in een apart geslacht geplaatst op basis van afwijkende kenmerken van de hemipenis van de mannetjes.

## Uiterlijke kenmerken
Het zijn vrij kleine dieren, het lichaam is relatief dun. De slangen hebben een gepaarde neusschub, de preoculaire schubben ontbreken meestal, de pupil heeft een ronde vorm. Op het midden van het lichaam zijn 15 tot 17 schubbenrijen gelegen in de lengte. De staart is relatief lang en dik en breekt gemakkelijk af bij predatie, wat pseudoautotomie wordt genoemd. De staart groeit echter niet meer aan, zoals bij sommige hagedissen het geval is.

## Verspreiding en habitat
Alle soorten komen voor in delen van Midden- en Zuid-Amerika en leven in de landen Mexico, Guatemala, Honduras, El Salvador, Nicaragua, Costa Rica, Panama, Venezuela en Colombia, mogelijk ook in Belize. De habitat bestaat uit vochtige tropische en subtropische bossen, zowel in laaglanden als bergstreken en drogere tropisch en subtropische bossen en scrublands. Ook in door de mens aangepaste streken zoals weilanden en plantages kunnen de dieren worden aangetroffen.

## Beschermingsstatus
Door de internationale natuurbeschermingsorganisatie IUCN is aan alle soorten een beschermingsstatus toegewezen. Een soort wordt gezien als 'veilig' (Least Concern of LC), een soort als 'onzeker' (Data Deficient of DD) en een soort als 'bedreigd' (Endangered of EN). De soort Enulius bifoveatus ten slotte wordt beschouwd als 'ernstig bedreigd' (Critically Endangered of CR).

## Soorten
Het geslacht omvat de volgende soorten, met de auteur en het verspreidingsgebied.
| Naam                 | Auteur                          | Verspreidingsgebied                                                                                              |
| -------------------- | ------------------------------- | --- |
| Enulius bifoveatus   | McCranie & Köhler, 1999         | Honduras |
| Enulius flavitorques | Cope, 1868                      | Mexico, Guatemala, Honduras, El Salvador, Nicaragua, Costa Rica, Panama, Venezuela, Colombia, mogelijk in Belize |
| Enulius oligostichus | Smith, Arndt & Sherbrooke, 1967 | Mexico |
| Enulius roatanensis  | McCranie & Köhler, 1999         | Honduras |